# الیل سارینن
گوتلیب الیل سارینن (به فنلاندی: Eliel Saarinen)؛ (تلفظ فنلاندی: [ˈelie̯l ˈsɑːrinen]) (زادۀ ۲۰ اوت ۱۸۷۳ میلادی – درگذشتۀ ۱ ژوئیهٔ ۱۹۵۰ میلادی) یک معمار اهل فنلاند بود که به خاطر سبک معماری آر نُوو شناخته می‌شود وی پدر ارو سارینن بود وی همچنین برندۀ جوایزی همچون مدال طلای ای‌آی‌ای شده است.